# Campeonato Canadiense de Fútbol 2024
El Campeonato Canadiense de Fútbol 2024 fue la edición número 17 de la competición del fútbol de Copa Nacional de Canadá. Empezó el 23 de abril de 2024 y finalizó el 25 de septiembre del mismo año. El campeón Vancouver Whitecaps, quien logró su cuarto título, clasificó para la Copa de Campeones de la Concacaf 2025.

## Formato
Canada Soccer anunció el formato de la competencia el 22 de febrero. El torneo consta de cuatro rondas, siendo los cuartos de final y las semifinales de dos partidos y la ronda preliminar y la final de un solo partido. El ganador del Campeonato Canadiense de 2023, Vancouver Whitecaps FC , y el subcampeón CF Montréal , obtuvieron pase directo a los cuartos de final. Los 12 equipos restantes comenzaron la competición en la ronda preliminar a partir de abril. Los privilegios de anfitrión hasta las semifinales se determinarán en función del índice de clasificación del Campeonato Canadiense de tres años.
Un informe anterior sugirió que Canada Soccer estaba revisando una propuesta de formato de la Premier League canadiense que incluiría una fecha de inicio en mayo, descansos para Vancouver Whitecaps FC (ganadores del campeonato canadiense de 2023) y Forge FC (campeones de la Premier League canadiense de 2023), y reemplazaría el sorteo con establecer enfrentamientos regionales.
Este torneo marca la primera campaña de la Copa Voyageurs para CS Saint-Laurent y Simcoe County Rovers FC . Victoria Highlanders FC se había clasificado como ganador de la temporada regular de la Liga 1 de Columbia Británica, pero se retiró antes del inicio del torneo; fueron reemplazados por TSS FC Rovers.

### Sorteo
Canada Soccer realizó dos sorteos para determinar los enfrentamientos del torneo: un sorteo para determinar los enfrentamientos de la ronda preliminar y los cuartos de final, y otro para determinar las rondas semifinal y final. 
El primer sorteo se celebró el 23 de febrero de 2024 y se llevó a cabo a puerta cerrada. Canada Soccer colocó a cada equipo participante en los siguientes bombos. Antes del cuadro principal, un equipo del bote este fue elegido al azar para jugar en el grupo oeste. Estaban automáticamente programados para recibir al Valour FC en la ronda preliminar debido a consideraciones geográficas. 
| Oeste                                 | Oeste (sin hospedaje)          | Este                                                                    | Este (semi-pro)                              | Bye                                    |
| ------------------------------------- | ------------------------------ | ----------------------------------------------------------------------- | -------------------------------------------- | -------------------------------------- |
| - Cavalry - Pacific - Vancouver F. C. | Valour Victoria Highlanders FC | - Atlético Ottawa - Forge - HFX Wanderers - Toronto F. C. - York United | - Simcoe County Rovers FC - CS Saint-Laurent | - C. F. Montréal - Vancouver Whitecaps |

Notas
1. ↑  Victoria Highlanders FC se retiró de la competición el 8 de abril de 2024, una vez completado el primer sorteo. Fueron reemplazados por el TSS Rovers FC.
2. ↑  Movido a Bombo Oeste.

El segundo sorteo se llevó a cabo el 29 de mayo durante el entretiempo del partido de vuelta de cuartos de final de Pacific FC vs. Atlético Ottawa. Determina los enfrentamientos para las semifinales y los derechos de organización de la final a partido único.

### Distribución
| Ronda                         | Equipos que entran en esta ronda | Equipos que provienen de la ronda anterior    |
| ----------------------------- | --- | --------------------------------------------- |
| Ronda preliminar (12 equipos) | - 3 equipos campeones divisionales de la League1 Canadá - 8 equipos de la Canadian Premier League - Un equipo de la Major League Soccer |                                               |
| Cuartos de final (8 equipos)  | - 2 finalistas del Campeonato Canadiense de Fútbol 2023                                                                                 | - 6 ganadores de la ronda preliminar          |
| Semifinales (4 equipos)       | | - 4 ganadores de la ronda de cuartos de final |
| Final (2 equipos)             | | - 2 ganadores de la ronda de semifinales      |

## Equipos participantes
| Equipo                  | Ciudad    | Liga                    |
| ----------------------- | --------- | ----------------------- |
| Atlético Ottawa         | Ottawa    | Canadian Premier League |
| Cavalry                 | Calgary   | Canadian Premier League |
| CS Saint-Laurent        | Montréal  | League1 Canadá          |
| Simcoe County Rovers FC | Barrie    | League1 Canadá          |
| Vancouver F. C.         | Vancouver | Canadian Premier League |
| Forge                   | Hamilton  | Canadian Premier League |
| TSS Rovers              | Burnaby   | League1 Canadá          |
| HFX Wanderers           | Halifax   | Canadian Premier League |
| C. F. Montréal          | Montreal  | Major League Soccer     |
| Pacific                 | Langford  | Canadian Premier League |
| Toronto F. C.           | Toronto   | Major League Soccer     |
| Valour                  | Winnipeg  | Canadian Premier League |
| Vancouver Whitecaps     | Vancouver | Major League Soccer     |
| York United             | Toronto   | Canadian Premier League |

### Equipos por provincia
| Provincia          | N.º | Equipos                                                                     |
| ------------------ | --- | --------------------------------------------------------------------------- |
| Ontario            | 5   | Forge, Atlético Ottawa, Toronto F. C., Simcoe County Rovers FC, York United |
| Columbia Británica | 4   | TSS Rovers, Pacific, Vancouver F. C., Vancouver Whitecaps                   |
| Quebec             | 2   | CS Saint-Laurent, C. F. Montréal                                            |
| Alberta            | 1   | Calvary                                                                     |
| Manitoba           | 1   | Valour                                                                      |
| Nueva Escocia      | 1   | HFX Wanderers                                                               |

## Calendario
El calendario de la ronda preliminar fue anunciado el 11 de marzo de 2024; el calendario de los cuartos de final fue anunciado el 3 de mayo; y el calendario de las semifinales fue anunciado el 10 de junio.
| Ronda            | Fecha de sorteo | Ida                     | Vuelta                  |
| ---------------- | --------------- | ----------------------- | ----------------------- |
| Ronda preliminar | 23 de febrero   | 23 de abril - 2 de mayo | 23 de abril - 2 de mayo |
| Cuartos de final | 23 de febrero   | 7-8 de mayo             | 21-29 de mayo           |
| Semifinales      | 29 de mayo      | 10 de julio             | 27 de agosto            |
| Final            | 29 de mayo      | 25 de septiembre        | 25 de septiembre        |

## Cuadro de desarrollo
En los partidos de ida y vuelta, el equipo que figura primero en el cuadro será el anfitrión del segundo partido.
|  | Ronda preliminar 18 al 20 de abril | Ronda preliminar 18 al 20 de abril | Ronda preliminar 18 al 20 de abril | Ronda preliminar 18 al 20 de abril |                     |                     | Cuartos de final 7 y 8 de mayo (ida) 21 y 29 de mayo (vuelta) | Cuartos de final 7 y 8 de mayo (ida) 21 y 29 de mayo (vuelta) | Cuartos de final 7 y 8 de mayo (ida) 21 y 29 de mayo (vuelta) | Cuartos de final 7 y 8 de mayo (ida) 21 y 29 de mayo (vuelta) |  |  | Semifinales 10 de julio (ida) 27 de agosto (vuelta) | Semifinales 10 de julio (ida) 27 de agosto (vuelta) | Semifinales 10 de julio (ida) 27 de agosto (vuelta) | Semifinales 10 de julio (ida) 27 de agosto (vuelta) |  |  | Final 25 de septiembre | Final 25 de septiembre | Final 25 de septiembre | Final 25 de septiembre |
|  |                                    |                                    |                                    |                                    |                     |                     |                                                               |                                                               |                                                               |                                                               |  |  |                                                     |                                                     |                                                     |                                                     |  |  |                        |                        |                        |                        |
|  |                                    |                                    |                                    |                                    |                     |                     |                                                               |                                                               |                                                               |                                                               |  |  |                                                     |                                                     |                                                     |                                                     |  |  |                        |                        |                        |                        |
|  |                                    |                                    |                                    |                                    |                     |                     |                                                               |                                                               |                                                               |                                                               |  |  |                                                     |                                                     |                                                     |                                                     |  |  |                        |                        |                        |                        |
|  |                                    |                                    |                                    |                                    |                     |                     |                                                               |                                                               |                                                               |                                                               |  |  |                                                     |                                                     |                                                     |                                                     |  |  |                        |                        |                        |                        |
|  |                                    |                                    |                                    |                                    |                     |                     |                                                               |                                                               |                                                               |                                                               |  |  |                                                     |                                                     |                                                     |                                                     |  |  |                        |                        |                        |                        |
|  |                                    |                                    |                                    |                                    |                     |                     |                                                               |                                                               |                                                               |                                                               |  |  |                                                     |                                                     |                                                     |                                                     |  |  |                        |                        |                        |                        |
|  | Vancouver Whitecaps (v.)           | 2                                  | 0                                  | 2                                  |                     |                     |                                                               |                                                               |                                                               |                                                               |  |  |                                                     |                                                     |                                                     |                                                     |  |  |                        |                        |                        |                        |
|  | Vancouver Whitecaps (v.)           | 2                                  | 0                                  | 2                                  |                     |                     |                                                               |                                                               |                                                               |                                                               |  |  |                                                     |                                                     |                                                     |                                                     |  |  |                        |                        |                        |                        |
|  |                                    |                                    | Cavalry FC                         | 1                                  | 1                   | 2                   |                                                               |                                                               |                                                               |                                                               |  |  |                                                     |                                                     |                                                     |                                                     |  |  |                        |                        |                        |                        |
|  | Cavalry                            | Cavalry                            | Cavalry                            | 1                                  | 1                   | 2                   | 1                                                             |                                                               |                                                               |                                                               |  |  |                                                     |                                                     |                                                     |                                                     |  |  |                        |                        |                        |                        |
|  | Cavalry                            | Cavalry                            | Cavalry                            |                                    |                     |                     |                                                               |                                                               |                                                               |                                                               |  |  |                                                     |                                                     |                                                     |                                                     |  |  |                        |                        |                        |                        |
|  | Vancouver FC                       | Vancouver FC                       | Vancouver FC                       | 0                                  |                     |                     |                                                               |                                                               |                                                               |                                                               |  |  |                                                     |                                                     |                                                     |                                                     |  |  |                        |                        |                        |                        |
|  | Vancouver FC                       | Vancouver FC                       | Vancouver FC                       | 0                                  | Vancouver Whitecaps | 1                   | 1                                                             | 2                                                             |                                                               |                                                               |  |  |                                                     |                                                     |                                                     |                                                     |  |  |                        |                        |                        |                        |
|  |                                    |                                    |                                    |                                    | Vancouver Whitecaps | 1                   | 1                                                             | 2                                                             |                                                               |                                                               |  |  |                                                     |                                                     |                                                     |                                                     |  |  |                        |                        |                        |                        |
|  |                                    | Pacific FC                         | 0                                  | 0                                  | 0                   |                     |                                                               |                                                               |                                                               |                                                               |  |  |                                                     |                                                     |                                                     |                                                     |  |  |                        |                        |                        |                        |
|  | Pacific FC                         | Pacific FC                         | Pacific FC                         | 0                                  | 0                   | 1 (5)               |                                                               |                                                               |                                                               |                                                               |  |  |                                                     |                                                     |                                                     |                                                     |  |  |                        |                        |                        |                        |
|  | Pacific FC                         | Pacific FC                         | Pacific FC                         |                                    |                     |                     |                                                               |                                                               |                                                               |                                                               |  |  |                                                     |                                                     |                                                     |                                                     |  |  |                        |                        |                        |                        |
|  | TSS FC Rovers                      | TSS FC Rovers                      | TSS FC Rovers                      | 1 (4)                              |                     |                     |                                                               |                                                               |                                                               |                                                               |  |  |                                                     |                                                     |                                                     |                                                     |  |  |                        |                        |                        |                        |
|  | TSS FC Rovers                      | TSS FC Rovers                      | TSS FC Rovers                      | 1 (4)                              | Pacific FC          | 0                   | 2                                                             | 2                                                             |                                                               |                                                               |  |  |                                                     |                                                     |                                                     |                                                     |  |  |                        |                        |                        |                        |
|  |                                    |                                    |                                    |                                    | Pacific FC          | 0                   | 2                                                             | 2                                                             |                                                               |                                                               |  |  |                                                     |                                                     |                                                     |                                                     |  |  |                        |                        |                        |                        |
|  |                                    | Atlético Ottawa                    | 0                                  | 1                                  | 1                   |                     |                                                               |                                                               |                                                               |                                                               |  |  |                                                     |                                                     |                                                     |                                                     |  |  |                        |                        |                        |                        |
|  | Atlético Ottawa                    | Atlético Ottawa                    | Atlético Ottawa                    | 1                                  | 1                   | 7                   |                                                               |                                                               |                                                               |                                                               |  |  |                                                     |                                                     |                                                     |                                                     |  |  |                        |                        |                        |                        |
|  | Atlético Ottawa                    | Atlético Ottawa                    | Atlético Ottawa                    |                                    |                     |                     |                                                               |                                                               |                                                               |                                                               |  |  |                                                     |                                                     |                                                     |                                                     |  |  |                        |                        |                        |                        |
|  | Valour FC                          | Valour FC                          | Valour FC                          | 0                                  |                     |                     |                                                               |                                                               |                                                               |                                                               |  |  |                                                     |                                                     |                                                     |                                                     |  |  |                        |                        |                        |                        |
|  | Valour FC                          | Valour FC                          | Valour FC                          | 0                                  | Vancouver Whitecaps | Vancouver Whitecaps | Vancouver Whitecaps                                           | 0 (4)                                                         |                                                               |                                                               |  |  |                                                     |                                                     |                                                     |                                                     |  |  |                        |                        |                        |                        |
|  |                                    |                                    |                                    |                                    | Vancouver Whitecaps | Vancouver Whitecaps | Vancouver Whitecaps                                           | 0 (4)                                                         |                                                               |                                                               |  |  |                                                     |                                                     |                                                     |                                                     |  |  |                        |                        |                        |                        |
|  |                                    | Toronto FC                         | Toronto FC                         | Toronto FC                         | 0 (2)               |                     |                                                               |                                                               |                                                               |                                                               |  |  |                                                     |                                                     |                                                     |                                                     |  |  |                        |                        |                        |                        |
|  | Toronto FC                         | Toronto FC                         | Toronto FC                         | Toronto FC                         | 0 (2)               | 5                   |                                                               |                                                               |                                                               |                                                               |  |  |                                                     |                                                     |                                                     |                                                     |  |  |                        |                        |                        |                        |
|  | Toronto FC                         | Toronto FC                         | Toronto FC                         |                                    |                     |                     |                                                               |                                                               |                                                               |                                                               |  |  |                                                     |                                                     |                                                     |                                                     |  |  |                        |                        |                        |                        |
|  | Simcoe County Rovers               | Simcoe County Rovers               | Simcoe County Rovers               | 0                                  |                     |                     |                                                               |                                                               |                                                               |                                                               |  |  |                                                     |                                                     |                                                     |                                                     |  |  |                        |                        |                        |                        |
|  | Simcoe County Rovers               | Simcoe County Rovers               | Simcoe County Rovers               | 0                                  | Toronto FC          | 3                   | 8                                                             | 11                                                            |                                                               |                                                               |  |  |                                                     |                                                     |                                                     |                                                     |  |  |                        |                        |                        |                        |
|  |                                    |                                    |                                    |                                    | Toronto FC          | 3                   | 8                                                             | 11                                                            |                                                               |                                                               |  |  |                                                     |                                                     |                                                     |                                                     |  |  |                        |                        |                        |                        |
|  |                                    | CS Saint-Laurent                   | 0                                  | 1                                  | 1                   |                     |                                                               |                                                               |                                                               |                                                               |  |  |                                                     |                                                     |                                                     |                                                     |  |  |                        |                        |                        |                        |
|  | HFX Wanderers FC                   | HFX Wanderers FC                   | HFX Wanderers FC                   | 1                                  | 1                   | 2 (3)               |                                                               |                                                               |                                                               |                                                               |  |  |                                                     |                                                     |                                                     |                                                     |  |  |                        |                        |                        |                        |
|  | HFX Wanderers FC                   | HFX Wanderers FC                   | HFX Wanderers FC                   |                                    |                     |                     |                                                               |                                                               |                                                               |                                                               |  |  |                                                     |                                                     |                                                     |                                                     |  |  |                        |                        |                        |                        |
|  | CS Saint-Laurent                   | CS Saint-Laurent                   | CS Saint-Laurent                   | 2 (5)                              |                     |                     |                                                               |                                                               |                                                               |                                                               |  |  |                                                     |                                                     |                                                     |                                                     |  |  |                        |                        |                        |                        |
|  | CS Saint-Laurent                   | CS Saint-Laurent                   | CS Saint-Laurent                   | 2 (5)                              | Toronto FC (v.)     | 1                   | 1                                                             | 2                                                             |                                                               |                                                               |  |  |                                                     |                                                     |                                                     |                                                     |  |  |                        |                        |                        |                        |
|  |                                    |                                    |                                    |                                    | Toronto FC (v.)     | 1                   | 1                                                             | 2                                                             |                                                               |                                                               |  |  |                                                     |                                                     |                                                     |                                                     |  |  |                        |                        |                        |                        |
|  |                                    | Forge FC                           | 2                                  | 0                                  | 2                   |                     |                                                               |                                                               |                                                               |                                                               |  |  |                                                     |                                                     |                                                     |                                                     |  |  |                        |                        |                        |                        |
|  |                                    | Forge FC                           | 2                                  | 0                                  | 2                   |                     |                                                               |                                                               |                                                               |                                                               |  |  |                                                     |                                                     |                                                     |                                                     |  |  |                        |                        |                        |                        |
|  |                                    |                                    |                                    |                                    |                     |                     |                                                               |                                                               |                                                               |                                                               |  |  |                                                     |                                                     |                                                     |                                                     |  |  |                        |                        |                        |                        |
|  |                                    |                                    |                                    |                                    |                     |                     |                                                               |                                                               |                                                               |                                                               |  |  |                                                     |                                                     |                                                     |                                                     |  |  |                        |                        |                        |                        |
|  | CF Montréal                        | 1                                  | 1                                  | 2                                  |                     |                     |                                                               |                                                               |                                                               |                                                               |  |  |                                                     |                                                     |                                                     |                                                     |  |  |                        |                        |                        |                        |
|  | CF Montréal                        | 1                                  | 1                                  | 2                                  |                     |                     |                                                               |                                                               |                                                               |                                                               |  |  |                                                     |                                                     |                                                     |                                                     |  |  |                        |                        |                        |                        |
|  |                                    |                                    | Forge FC                           | 1                                  | 2                   | 3                   |                                                               |                                                               |                                                               |                                                               |  |  |                                                     |                                                     |                                                     |                                                     |  |  |                        |                        |                        |                        |
|  | Forge FC                           | Forge FC                           | Forge FC                           | 1                                  | 2                   | 3                   | 3                                                             |                                                               |                                                               |                                                               |  |  |                                                     |                                                     |                                                     |                                                     |  |  |                        |                        |                        |                        |
|  | Forge FC                           | Forge FC                           | Forge FC                           |                                    |                     |                     |                                                               |                                                               |                                                               |                                                               |  |  |                                                     |                                                     |                                                     |                                                     |  |  |                        |                        |                        |                        |
|  | York United FC                     | York United FC                     | York United FC                     | 1                                  |                     |                     |                                                               |                                                               |                                                               |                                                               |  |  |                                                     |                                                     |                                                     |                                                     |  |  |                        |                        |                        |                        |
|  | York United FC                     | York United FC                     | York United FC                     | 1                                  |                     |                     |                                                               |                                                               |                                                               |                                                               |  |  |                                                     |                                                     |                                                     |                                                     |  |  |                        |                        |                        |                        |

## Ronda preliminar
Los partidos se disputaron entre el 23 de abril y 2 de mayo de 2024.
| Equipo 1        | Resultado    | Equipo 2                |
| --------------- | ------------ | ----------------------- |
| Cavarly         | 1–0          | Vancouver F. C.         |
| Atlético Ottawa | 7–0          | Valour                  |
| Pacific         | 1–1 (5–4 p.) | TSS Rovers              |
| Forge           | 3–1          | York United             |
| HFX Wanderers   | 2–2 (3–5 p.) | CS Saint-Laurent        |
| Toronto F. C.   | 5–0          | Simcoe County Rovers FC |

## Cuartos de final

### Vancouver Whitecaps - Cavarly
| 7 de mayo         | Cavalry    | 1 – 2   | Vancouver Whitecaps | ATCO Field, Calgary                                    |                                                        |
| 19:30 (UTC-05:00) | Shaw 90+3' | Reporte | Johnson 45+2', 80'  | Asistencia: 4084 espectadores Árbitro(s): Ben Hoskings | Asistencia: 4084 espectadores Árbitro(s): Ben Hoskings |

| 21 de mayo                                                                 | Vancouver Whitecaps | 0 – 1 (Global 2-2) | Cavarly                | Estadio BC Place, Vancouver                                |                                                            |
| 19:30 (UTC-08:00)                                                          |                     | Reporte            | Veselinović 32' (a.g.) | Asistencia: 11 863 espectadores Árbitro(s): Mathieu Souaré | Asistencia: 11 863 espectadores Árbitro(s): Mathieu Souaré |
| Vancouver Whitecaps avanza a Semifinales por la regla de gol de visitante. |                     |                    |                        |                                                            |                                                            |

### Pacific FC – Atlético Ottawa
| 8 de mayo         | Atlético Ottawa | 0 – 0   | Pacific F. C. | TD Place Stadium, Ottawa                                        |                                                                 |
| 19:00 (UTC-04:00) |                 | Reporte |               | Asistencia: 1977 espectadores Árbitro(s): Marie-Soleil Beaudoin | Asistencia: 1977 espectadores Árbitro(s): Marie-Soleil Beaudoin |

| 8 de mayo                                       | Pacific F. C. | 2 – 1 (Global 11-1 - Heard 34') | Atlético Ottawa | Starlight Stadium, Langford                                   |                                                               |
| 19:00 (UTC-08:00)                               |               | Reporte                         | Salter 60'      | Asistencia: 2810 espectadores Árbitro(s): Pierre-Luc Lauzière | Asistencia: 2810 espectadores Árbitro(s): Pierre-Luc Lauzière |
| Pacific avanza semifinales por un global de 2-1 |               |                                 |                 |                                                               |                                                               |

### Toronto FC – CS Saint-Laurent
| 8 de mayo         | CS Saint-Laurent | 0 – 3   | Toronto F. C. | Complexe sportif Claude-Robillard, Montreal             |                                                         |
| 19:00 (UTC-04:00) |                  | Reporte |               | Asistencia: 6482 espectadores Árbitro(s): Michael Venne | Asistencia: 6482 espectadores Árbitro(s): Michael Venne |

| 21 de mayo                                            | Toronto F. C. | 8 – 1 (Global 11-1) | CS Saint-Laurent | BMO Field, Toronto                                     |                                                        |
| 19:00 (UTC-04:00)                                     |               | Reporte             | Aristilde 89'    | Asistencia: 9148 espectadores Árbitro(s): Yusri Rudolf | Asistencia: 9148 espectadores Árbitro(s): Yusri Rudolf |
| Toronto FC avanza a Semifinales por un global de 11-1 |               |                     |                  |                                                        |                                                        |

### CF Montréal – Forge FC
| 11 de mayo        | Forge         | 1 – 1   | C. F. Montréal | Tim Hortons Field, Hamilton                                  |                                                              |
| 11:00 (UTC-04:00) | Choinière 31' | Reporte | Duke 52'       | Asistencia: 14 923 espectadores Árbitro(s): Renzo Villanueva | Asistencia: 14 923 espectadores Árbitro(s): Renzo Villanueva |

| 22 de mayo                                         | C. F. Montréal | 1 – 2 (Global *Parra 14') | Forge | Estadio Saputo, Montreal                                        |                                                                 |
| 19:30 (UTC-04:00)                                  | Wanyama 65'    | Reporte                   |       | Asistencia: 7582 espectadores Árbitro(s): Marie-Soleil Beaudoin | Asistencia: 7582 espectadores Árbitro(s): Marie-Soleil Beaudoin |
| Forge FC avanza a Semifinales por un global de 2-3 |                |                           |       |                                                                 |                                                                 |

## Semifinales

### Vancouver Whitecaps – Pacific FC
| 10 de julio       | Pacific | 0 – 1   | Vancouver Whitecaps | Starlight Stadium, Langford                                |                                                            |
| 19:00 (UTC-08:00) |         | Reporte | Gauld 58'           | Asistencia: 5103 espectadores Árbitro(s): Renzo Villanueva | Asistencia: 5103 espectadores Árbitro(s): Renzo Villanueva |

| 27 de agosto                                               | Vancouver Whitecaps | 1 – 0 (Global 2-0) | Pacific | Estadio BC Place, Vancouver                               |                                                           |
| 19:30 (UTC-08:00)                                          | Gauld 11'           | Reporte            |         | Asistencia: 10 966 espectadores Árbitro(s): Michael Venne | Asistencia: 10 966 espectadores Árbitro(s): Michael Venne |
| Vancouver Whitecaps avanza a la final por un global de 2-0 |                     |                    |         |                                                           |                                                           |

### Toronto FC – Forge FC
| 10 de julio       | Forge F. C.                | 2 – 1   | Toronto F. C. | Tim Hortons Field, Hamilton                             |                                                         |
| 19:00 (UTC-08:00) | - Badibanga 11' - Poku 14' | Reporte | Owusu 88'     | Asistencia: 11 341 espectadores Árbitro(s): Ben Hoskins | Asistencia: 11 341 espectadores Árbitro(s): Ben Hoskins |

| 27 de agosto                                                   | Toronto     | 1 – 0 (Global 2-2) | Forge | BMO Field, Toronto                                           |                                                              |
| 19:00 (UTC-08:00)                                              | Insigne 50' | Reporte            |       | Asistencia: 20 173 espectadores Árbitro(s): Renzo Villanueva | Asistencia: 20 173 espectadores Árbitro(s): Renzo Villanueva |
| Toronto FC avanza a la Final por la regla de gol de visitante. |             |                    |       |                                                              |                                                              |

## Final
| 25 de septiembre  | Vancouver Whitecaps                             | 0 – 0 (4 – 2 p.)           | Toronto F. C.                           | Estadio BC Place, Vancouver                                       |                                                                   |
| 19:00 (UTC-07:00) |                                                 |                            |                                         | Asistencia: 12 516 espectadores Árbitro(s): Marie-Soleil Beaudoin | Asistencia: 12 516 espectadores Árbitro(s): Marie-Soleil Beaudoin |
|                   |                                                 | Tiros desde el punto penal |                                         |                                                                   |                                                                   |
|                   | - Gauld - Armstrong - Berhalter - White - Utvik |                            | - Owusu - Longstaff - Thompson - Osorio |                                                                   |                                                                   |

|                                        |
| Bandera de Canadá                      |
| Campeón Vancouver Whitecaps 4.º título |